# Duncan Cameron (Maler)
Duncan Cameron (* 1837 in Perthshire, Schottland, Vereinigtes Königreich; † 1916 in Edinburgh) war ein schottischer  Landschaftsmaler.

## Leben
Cameron studierte in Dundee und South Kensington, London. Er war in Stirling und Edinburgh aktiv. Bekannt wurde er vor allem für seine Interpretationen der schottischen Landschaft, wobei er mit besonderer Vorliebe Getreidefelder in Szene setzte. Zwischen 1872 und 1900 stellte er an der Royal Academy of Arts und an der Royal Society of British Artists aus. Er erhielt 1876 im Crystal Palace die Goldmedaille für die beste Landschaftsmalerei.

## Werke (Auswahl)
- A breezy day off the fife coast
- Off the Ardnamurchan Peninsula
- Tarbert, Boats Going Out
- Head of Loch Venachar
- Haystacks
- Arran from the Ayrshire Coast
- Highlands with stream
- Scottish Landscape With Sheep, Shepherds, Horse and Dog